# Platytes vobisne
Platytes vobisne là một loài bướm đêm trong họ Crambidae.